# Kota-Wasserfall
Der Kota-Wasserfall ist ein Wasserfall im westafrikanischen Staat Benin.

## Beschreibung
Innerhalb des nordwestlich gelegenen Département Atakora liegen sie rund 15 Kilometer südöstlich der Stadt Natitingou im Arrondissement Kotapounga. Mit einer Höhe von 20 Metern und einem Durchfluss von 1,5 m³ pro Sekunde ist er größer als der Tanougou-Wasserfall, der sich ebenfalls im Départements Atakora befindet.
Der Kota-Wasserfall speist sich sowohl aus dem Fluss Kéran als auch aus Grundwasser, so dass auch während der Trockenzeit nicht versiegt. Die Umgebung zeichnet sich durch eine vielfältige Flora aus Pflanzen- und Baumarten aus, in dem natürlichen Becken unterhalb des Falls ist Baden möglich.

## Galerie

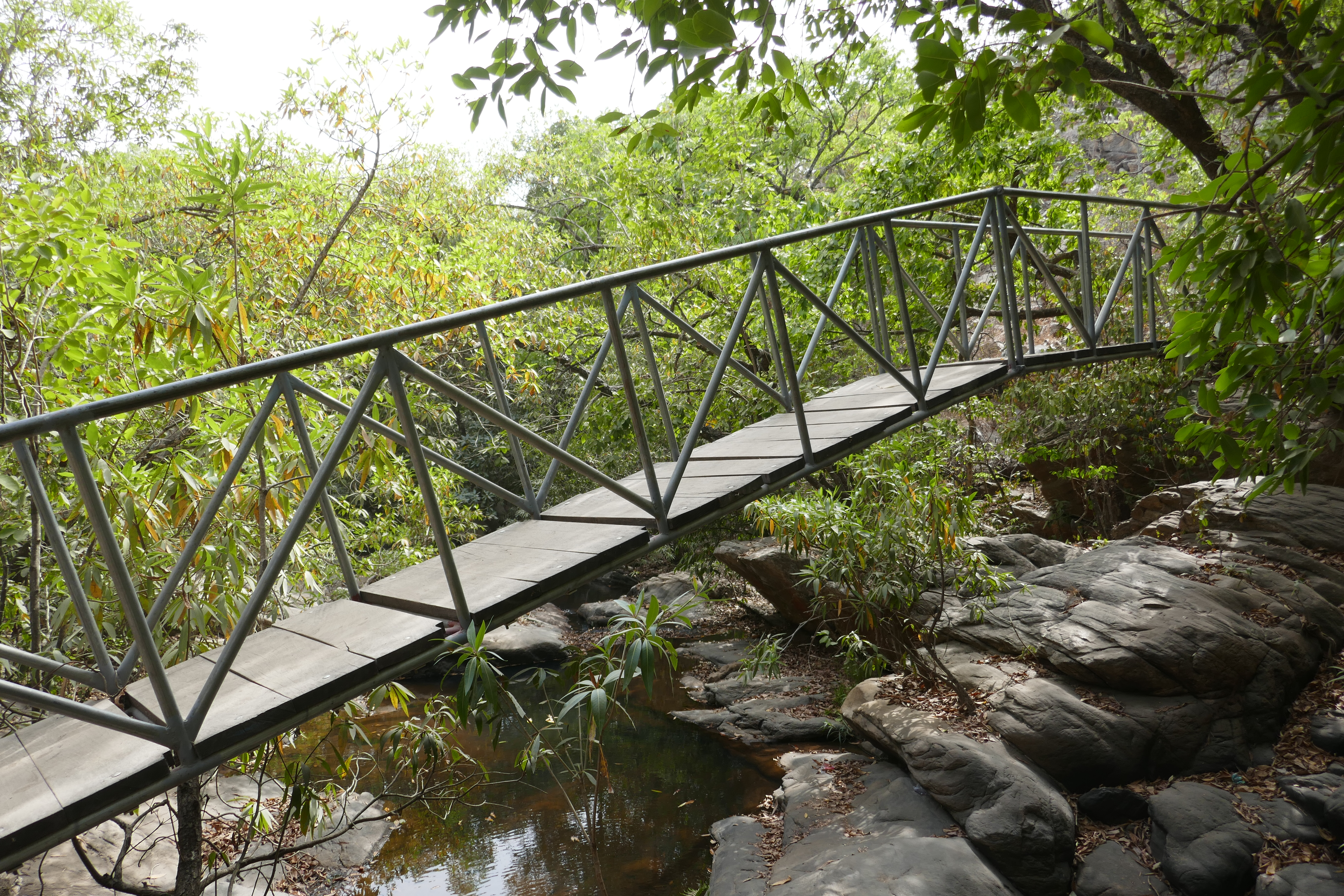
Hinweg
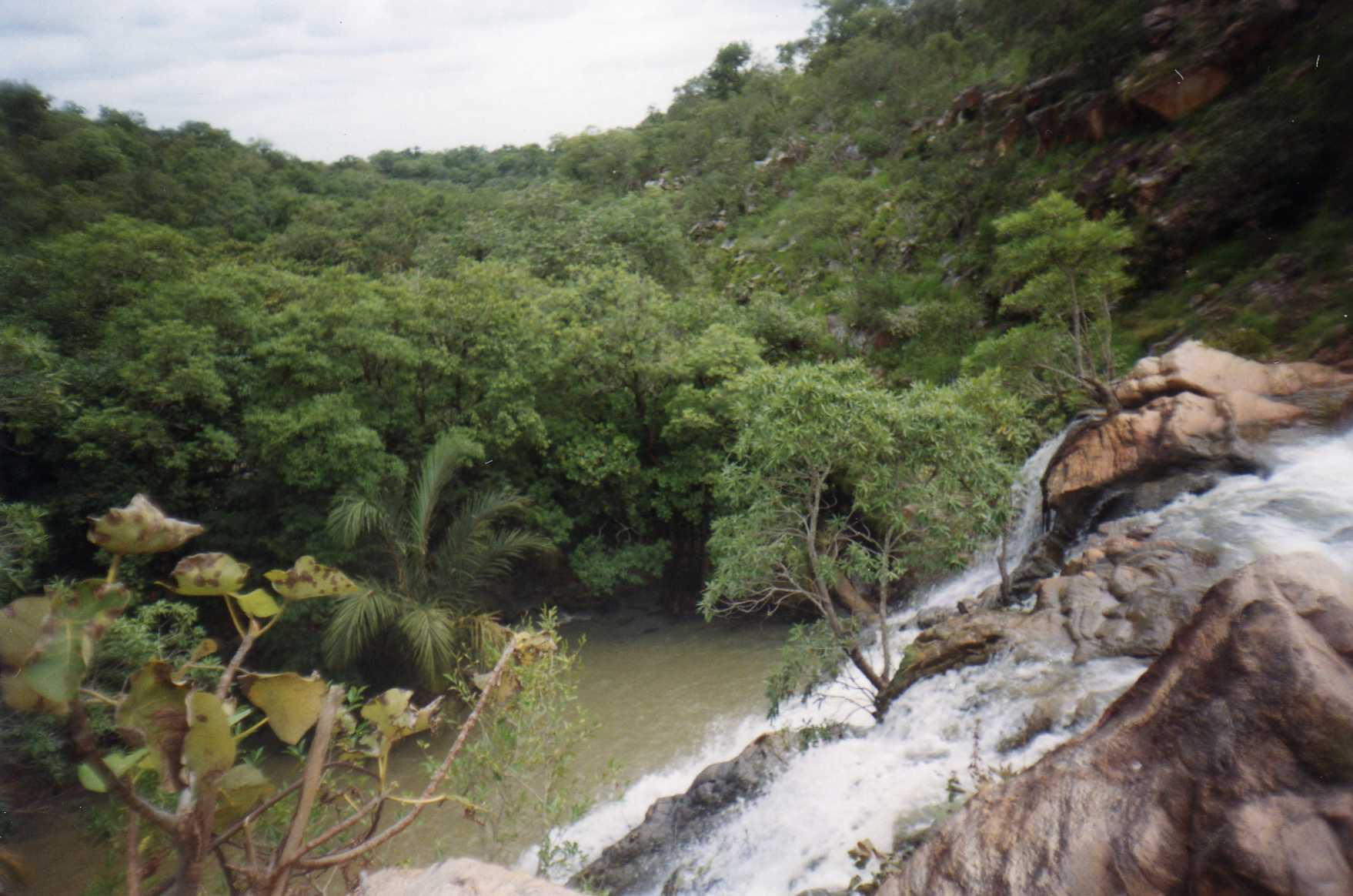
Impression
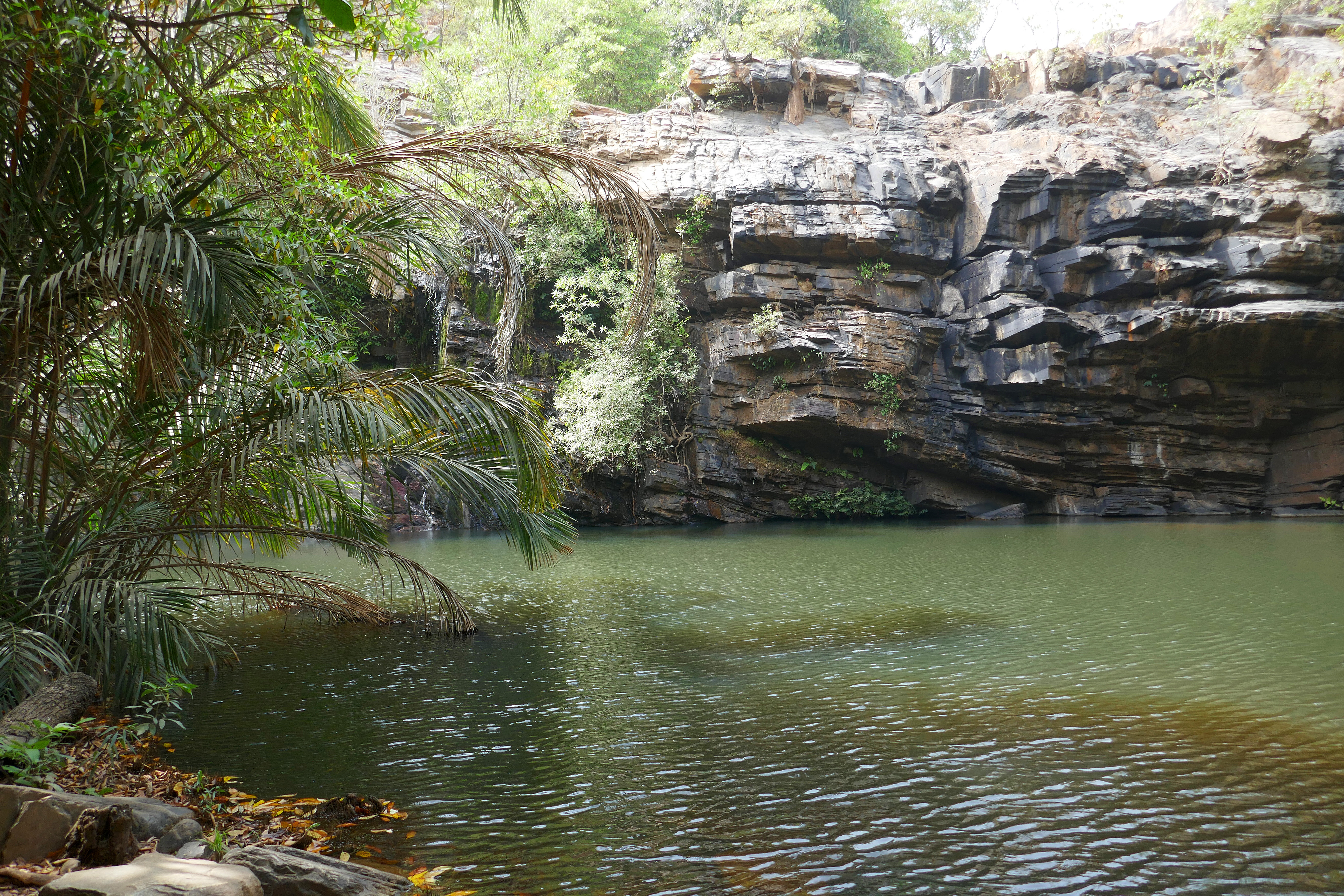
Becken